# Superpuchar Polski 2023
La Supercoppa di Polonia 2023 è stata la 32ª edizione della Superpuchar Polski, che si è svolta il 15 luglio 2023 tra il Raków Częstochowa, vincitore del campionato, e il Legia Varsavia vincitore della coppa nazionale.
Il Legia Varsavia ha conquistato il trofeo per la quinta volta nella sua storia battendo il Raków Częstochowa per 6-5 ai calci di rigore dopo lo 0-0 dei tempi supplementari.

## Le squadre
| Squadre           | Qualificazione                           | Partecipazioni precedenti (il grassetto indica la vittoria)                                   |
| ----------------- | ---------------------------------------- | --------------------------------------------------------------------------------------------- |
| Raków Częstochowa | Vincitrice della Ekstraklasa 2022-2023   | 2 (2021), (2022)                                                                              |
| Legia Varsavia    | Vincitrice della Puchar Polski 2022-2023 | 15 (1989, 1990, 1994, 1995, 1997, 2006, 2008, 2012, 2014, 2015, 2016, 2017, 2018, 2020, 2021) |

## Tabellino
| Arbitro: | Marciniak (Płock) |

|                                                                 |                      |                                                      |
| Tudor Zwoliński Cebula Rundić Papanikolaou Lederman Jean Carlos | Tiri di rigore 5 – 6 | Slisz Augustyniak Kramer Rosołek Josué Gual Nawrocki |

| Raków Częstochowa | Legia Varsavia |

| P             | 1  | Vladan Kovačević     |       |     |
| D             | 25 | Bogdan Racovițan     |       |     |
| D             | 24 | Zoran Arsenić        |       |     |
| D             | 3  | Milan Rundić         |       |     |
| C             | 7  | Fran Tudor           |       |     |
| C             | 66 | Giannis Papanikolaou | 90+6’ |     |
| C             | 5  | Gustav Berggren      |       | 81’ |
| C             | 22 | Deian Sorescu        |       | 77’ |
| A             | 11 | John Yeboah          |       | 61’ |
| A             | 99 | Fabian Piasecki      |       | 61’ |
| A             | 11 | Vladyslav Kocherhin  |       | 61’ |
| Substitutes:  |    |                      |       |     |
| P             | 89 | Kacper Bieszczad     |       |     |
| D             | 4  | Stratos Svarnas      |       |     |
| C             | 8  | Ben Lederman         |       | 81’ |
| C             | 17 | Mateusz Wdowiak      |       |     |
| C             | 20 | Jean Carlos          |       | 77’ |
| C             | 23 | Maxime Dominguez     |       | 61’ |
| C             | 27 | Bartosz Nowak        |       |     |
| C             | 77 | Marcin Cebula        |       | 61’ |
| A             | 9  | Łukasz Zwoliński     | 84’   | 61’ |
| Manager:      |    |                      |       |     |
| Dawid Szwarga |    |                      |       |     |

| P             | 1  | Kacper Tobiasz    |       |     |
| D             | 55 | Artur Jędrzejczyk |       | 64’ |
| D             | 8  | Rafał Augustyniak | 90+8’ |     |
| D             | 5  | Yuri Ribeiro      |       |     |
| C             | 13 | Paweł Wszołek     |       |     |
| C             | 99 | Bartosz Slisz     | 69’   |     |
| C             | 22 | Juergen Elitim    |       | 64’ |
| C             | 33 | Patryk Kun        |       | 90’ |
| C             | 27 | Josué             |       |     |
| A             | 7  | Tomáš Pekhart     |       | 64’ |
| A             | 20 | Ernest Muçi       |       | 64’ |
| Substitutes:  |    |                   |       |     |
| P             | 30 | Dominik Hładun    |       |     |
| D             | 12 | Radovan Pankov    |       |     |
| D             | 17 | Maik Nawrocki     |       | 64’ |
| C             | 18 | Patryk Sokołowski |       |     |
| C             | 26 | Filip Rejczyk     |       |     |
| C             | 32 | Makana Baku       | 90+3’ | 90’ |
| C             | 9  | Blaž Kramer       |       | 64’ |
| A             | 28 | Marc Gual         | 73’   | 64’ |
| A             | 39 | Maciej Rosołek    |       | 84’ |
| Manager:      |    |                   |       |     |
| Kosta Runjaić |    |                   |       |     |

Regole dell'incontro
- due tempi regolamentari da 45 minuti ciascuno;
- tiri di rigore in caso di parità; inizialmente cinque per squadra, e a oltranza fino a spareggio in caso di ulteriore parità;
- numero massimo di 20 giocatori per squadra a referto (11 in campo e 9 come potenziali sostituti);
- cinque sostituzioni permesse nei tempi regolamentari.